# Момоко Кочи
Момоко Кочи (јап. 河内 桃子; Токио, 7. март 1932 — Токио, 5. новембар 1998) била је јапанска глумица.